# Little Voice
『Little Voice』（リトル・ボイス）は、米倉千尋の初のベストアルバムである。

## 概要
- 「嵐の中で輝いて」から「陽のあたる場所」までのシングル曲と、オリジナルアルバム5枚から選曲されている。また今作で米倉自身のアルバムに初収録となった楽曲もある。

## 収録曲
1. I believe（Little Voice Version）
  - 作詞・作曲：米倉千尋、編曲：勝又隆一
  - アルバム『Colours』より、オリジナル音源よりイントロが長くなっている。
2. 永遠の扉
  - 作詞：渡辺なつみ、作曲：鵜島仁文、編曲：見良津健雄
  - シングル「永遠の扉」より、劇場版「機動戦士ガンダム 第08MS小隊 ミラーズ・リポート」主題歌
3. 嵐の中で輝いて
  - 作詞：渡辺なつみ、作曲：夢野真音、編曲：見良津健雄
  - シングル「嵐の中で輝いて」より、OVA「機動戦士ガンダム 第08MS小隊」オープニングテーマ
4. WILL
  - 作詞：鵜島仁文・米倉千尋、編曲：鵜島仁文、編曲：岩本正樹
  - シングル「WILL」より、テレビアニメ「仙界伝 封神演義」オープニングテーマ
5. 犬と赤いフリスビー
  - 作詞・作曲：米倉千尋、編曲：勝又隆一
  - アルバム『Colous』より
6. TRY ON MY DREAMS
  - 作詞：朝倉京子、作曲：三浦一年、編曲：亀田誠治
  - アルバム『Believe (米倉千尋のアルバム)』より、後にシングル「オレンジ色のKissをあげよう」のカップリングとしてリカットされた。
7. トムソーヤの冒険
  - 作詞：米倉千尋、作曲・編曲：水野雅夫
  - アルバム『always』より
8. WINTER WISH
  - 作詞・作曲：米倉千尋、編曲：重実徹
  - テレビアニメ「ラブひな WINTER SPECIAL サイレントイヴ」挿入歌
  - アルバム「サイレント・イヴ 〜ラブひな WINTER SPECIAL〜」収録曲で、自身のアルバム初収録となった。
9. 陽のあたる場所
  - 作詞・作曲：米倉千尋、編曲：門倉聡
  - シングル「陽のあたる場所」より、テレビアニメ「仙界伝 封神演義」キャラクターソングのセルフカバー曲。
10. 約束
  - 作詞：渡辺なつみ・米倉千尋、作曲：MASAKI、編曲：亀田誠治
  - シングル「約束」より、TBS系「どうぶつ奇想天外!」エンディングテーマ
11. 桜色の街
  - 作詞・作曲：米倉千尋、編曲：勝又隆一
  - アルバム『apples』より、自身がパーソナリティーを務めたラジオから生まれた楽曲。
12. FRIENDS
  - 作詞・作曲：米倉千尋、編曲：見良津健雄
  - シングル「WILL」より、テレビアニメ「仙界伝 封神演義」エンディングテーマ
13. 未来の二人に
  - 作詞：工藤哲雄、作曲：都志見隆、編曲：CHOKKAKU
  - OVA「機動戦士ガンダム 第08MS小隊」挿入歌
14. ライラ・ライラ・ライ
  - 作詞：米倉千尋、作曲：鵜島仁文、編曲：見良津健雄
  - シングル「愉快な鼓動」より
15. いつの日か
  - 作詞・作曲：鵜島仁文、編曲：見良津健雄
  - シングル「永遠の扉」より